# العلاقات اللوكسمبورغية الليتوانية
العلاقات اللوكسمبورغية الليتوانية هي العلاقات الثنائية التي تجمع بين لوكسمبورغ وليتوانيا.

## مقارنة بين البلدين
هذه مقارنة عامة ومرجعية للدولتين:
| وجه المقارنة                                              | لوكسمبورغ                                                     | ليتوانيا                                                    |
| --------------------------------------------------------- | ------------------------------------------------------------- | ----------------------------------------------------------- |
| المساحة (كم2)                                             | 2.59 ألف                                                      | 65.30 ألف                                                   |
| عدد السكان (نسمة)                                         | 599.45 ألف                                                    | 2.79 مليون                                                  |
| الكثافة السكانية (ن./كم²)                                 | 231.45                                                        | 42.73                                                       |
| العاصمة                                                   | لوكسمبورغ                                                     | فيلنيوس، كاوناس                                             |
| اللغة الرسمية                                             | اللغة اللوكسمبورغية، لغة فرنسية، اللغة الألمانية              | اللغة الليتوانية                                            |
| العملة                                                    | يورو، فرنك لوكسمبورغ                                          | ليتاس ليتواني، يورو                                         |
| الناتج المحلي الإجمالي (بليون دولار)                      | 62.40 مليار                                                   | 47.17 مليار                                                 |
| الناتج المحلي الإجمالي (تعادل القوة الشرائية) بليون دولار | 58.13 مليار                                                   | 84.06 مليار                                                 |
| الناتج المحلي الإجمالي الاسمي للفرد دولار أمريكي          | 101.45 ألف                                                    | 14.15 ألف                                                   |
| الناتج المحلي الإجمالي للفرد دولار أمريكي                 | 101.93 ألف                                                    | 27.69 ألف                                                   |
| مؤشر التنمية البشرية                                      | 0.892                                                         | 0.839                                                       |
| رمز المكالمات الدولي                                      | +352                                                          | +370                                                        |
| رمز الإنترنت                                              | .lu                                                           | .lt                                                         |
| المنطقة الزمنية                                           | توقيت وسط أوروبا، ت ع م+01:00، ت ع م+02:00، أوروبا/لوكسمبورج ‏ | ت ع م+02:00، ت ع م+03:00، أوروبا/فيلنيوس ‏، توقيت شرق أوروبا |

## مدن متوأمة
في ما يلي قائمة باتفاقيات التوأمة بين مدن لوكسمبورغية وليتوانية:
- ترتبط Niederanven [الإنجليزية]‏ مع بريناي باتفاقية توأمة.

## منظمات دولية مشتركة
يشترك البلدان في عضوية مجموعة من المنظمات الدولية، منها:
| علم المنظمة | اسم المنظمة                               | تاريخ انضمام لوكسمبورغ | تاريخ انضمام ليتوانيا |
| ----------- | ----------------------------------------- | ---------------------- | --------------------- |
|             | المركز الدولي لتسوية المنازعات الاستشارية | 29 أغسطس 1970          | 5 أغسطس 1992          |
|             | منظمة الأمن والتعاون في أوروبا            | 25 يونيو 1973          | 10 سبتمبر 1991        |
|             | اتفاقية السماوات المفتوحة                 | ?                      | ?                     |
|             | منظمة التعاون الاقتصادي والتنمية          | ?                      | 5 يوليو 2018          |
|             | الاتحاد الأوروبي                          | 25 مارس 1957           | 1 مايو 2004           |
|             | مركز تنسيق الحركة في أوروبا ‏              | ?                      | ?                     |
|             | حلف شمال الأطلسي                          | 4 أبريل 1949           | 29 مارس 2004          |
|             | مجموعة الموردين النوويين                  | ?                      | ?                     |
|             | مؤسسة التنمية الدولية                     | 4 يونيو 1964           | 23 سبتمبر 2011        |
|             | مؤسسة التمويل الدولية                     | 4 أكتوبر 1956          | 15 يناير 1993         |
|             | الاتحاد البريدي العالمي                   | ?                      | ?                     |
|             | مجلس أوروبا                               | ?                      | ?                     |
|             | البنك الدولي للإنشاء والتعمير             | 27 ديسمبر 1945         | 6 يوليو 1992          |
|             | منظمة التجارة العالمية                    | ?                      | ?                     |
|             | منظمة حظر الأسلحة الكيميائية              | ?                      | ?                     |
|             | المنظمة الأوروبية لسلامة الملاحة الجوية   | 1960                   | 2006                  |
|             | الأمم المتحدة                             | 24 أكتوبر 1945         | 17 سبتمبر 1991        |
|             | منظمة الشرطة الجنائية الدولية             | ?                      | ?                     |
|             | يونسكو                                    | 27 أكتوبر 1947         | 7 أكتوبر 1991         |
|             | وكالة ضمان الاستثمار متعدد الأطراف        | 29 أغسطس 1991          | 8 يونيو 1993          |
|             | الاتحاد الدولي للاتصالات                  | 2 مارس 1866            | 1 يوليو 1923          |

## وصلات خارجية
- موقع وزارة الخارجية اللوكسمبورغية
- موقع وزارة الخارجية الليتوانية